# More More More
More, More, More es el cuarto y último sencillo del álbum Funky Dory de Rachel Stevens. Esta canción es una versión de Andrea True Connection, también interpretada por Bananarama. 
Este sencillo de Rachel Stevens vendió un total de 68.000 copias y alcanzó el puesto número tres. 

## Lista de canciones
- CD 1

1. "More More More" [Single Mix]
2. "Shoulda Thought Of That"

- CD 2

1. "More More More" [Single Mix]
2. "Fools" [Princess Diaries 2 version]
3. "More More More" [The Sharp Boys Sky's The Limit Club Mix]
4. "More More More" [CD-ROM Video]

- Datos: Q6024048